# Alexandre Ier de Géorgie
Pour les articles homonymes, voir Alexandre Ier.
Alexandre Ier de Géorgie dit « le Grand » (en géorgien : ალექსანდრე I დიდი, Aleksandre I Didi ; (né en Kakhétie en 1390 mort en 1446) est un roi de Géorgie de 1412 à 1442.

## Biographie
Fils aîné du roi Constantin Ier et de son épouse Natéla khourtsidzé, il est associé au trône par son père avec ses frères cadets de 1408 à 1412. Il conteste néanmoins l’autorité de son père et doit se réfugier auprès d’Iwané Jakeli l’Atageg de Samtskhé. Après la mort de Constantin Ier au combat, il devient le seul roi.
Il venge d’abord la mort de son père tué par les Turcomans, puis dans un second temps, entre 1412 et 1415, il doit rétablir son autorité sur  les grands féodaux : Dadiani de Mingrélie, Jakeli de Samtskhé et Shirvashidzé d’Abkhazie. 
La paix intérieure étant assurée, il emploie le reste de son règne à reconstruire la Géorgie dévastée par plusieurs décennies d’invasions. Il rebâtit de nombreuses villes, monastères et cathédrales dont celle de Mtskheta, et doit établir en 1425 de nouveaux impôts pour financer ses projets. Il réorganise également l’Église orthodoxe et accorde de larges subsides aux monastères géorgiens établis en Terre sainte.
Alexandre Ier poursuit aussi une politique extérieure active : il prend la région de Lorri en 1431, se rend maître de la Svanétie en 1434 et inclut le Karabagh dans sa sphère d’influence en 1435, ce qui favorise l’immigration de nombreux Arméniens dans son royaume. Afin de repeupler le royaume, il rachète également 60 000 Géorgiens qui ont été déportés en captivité par Tamerlan.
La fin de son règne est attristée par la demande de tribut de Jihân Shâh Qara Qoyunlu, le nouveau maître de la Perse (1438-1467), qui, devant le refus d'Alexandre, fait massacrer 1 664 soldats et civils géorgiens pris dans le Samchvildé et emmène avec lui comme esclaves  près de 10 000 prisonniers. 
L’action de restauration du royaume réalisée par Alexandre Ier est à l’origine du qualificatif de « Grand » qui lui a été attribué par les historiens postérieurs.
Selon l'historien contemporain arménien Thomas de Metsop, en 1437/1438, le roi Alexandre Ier fait empoisonner son beau-père Beschken II Orbélian, prince de Siounie, fils de Smbat et petit-fils de Biourtel, auquel il avait donné la principauté de Lorri parce qu'il craignait que les Arméniens se rassemblent autour de lui au détriment du royaume de Géorgie.  
Bien qu’il n’ait pas partagé formellement le royaume entre les fils nés de ses deux unions, Alexandre Ier les associe au trône en 1433 et leur donne des fiefs dans lesquels ils se constituent des partis de nobles prêts à appuyer leurs revendications futures au trône. On considère ainsi qu'Alexandre Ier est à l’origine de l’éclatement du royaume unitaire de  Géorgie qui interviendra à la génération suivante. Toutefois en 1442, le roi confie le pouvoir à son seul fils aîné Vakhtang IV de Géorgie et se retire dans un monastère où il meurt en 1446 sous le nom de moine Athanase.

## Mariages et descendance
Alexandre Ier a eu deux épouses :
1) vers 1410/1411, Doulandoukht, fille de Beschken II Orbélian, prince de Siounie :
- une fille († av 1438), qui épouse Jean IV de Trébizonde.
- Vakhtang VI, co-roi puis roi de Géorgie ;
- Démétrius III, co-roi puis roi de jure de Géorgie, prétendant en Iméréthie ;

2) vers 1414/1415, Thamar, fille du duc-roi Alexandre Ier d'Iméréthie :
- Georges VIII, co-roi puis roi de Géorgie ;
- David (1417-1471), Patriarche-Catholicos d’Ibérie sous le nom de David III Gobéladzé (1435-1439 et 1443-1459) ;
- Zaal (né en 1425/1428 et  mort après 1442),  co-roi de 1433 à 1442 ;

## Sources
- Cyrille Toumanoff, Les dynasties de la Caucasie chrétienne de l'Antiquité jusqu'au XIXe siècle : Tables généalogiques et chronologiques, Rome, 1990, p. 139-140.
- Alexandre Manvelichvili, Histoire de la Géorgie, Paris, Nouvelles Éditions de la Toison d'Or, 1951, 476 p., p. 254-255.
- Nodar Assatiani et Alexandre Bendianachvili, Histoire de la Géorgie, Paris, l'Harmattan, 1997, 335 p. [détail des éditions] (ISBN 2-7384-6186-7, présentation en ligne).
- Marie-Félicité Brosset, Histoire de la Géorgie depuis l’Antiquité jusqu’au XIXe siècle, v. 1-7, Saint-Pétersbourg, 1848-58 (lire ce livre avec  Google Books), p. 679-681.
- (en) Cyrille Toumanoff « The Fifteenth-Century Bagratids and the institution of the collegial sovereignty in Georgia ». Consulté le 18 janvier 2014.